# 克雷基奥
克雷基奥是意大利阿布鲁佐大区基耶蒂省的一个镇。